# Newbold Astbury
Newbold Astbury est une localité anglaise située dans le comté de Cheshire.